# 王建新 (1970年)
王建新（1970年4月—），江蘇徐州人，中國內地男演員，畢業於江蘇省戲曲學院。因饰演《武林外史》中的“快活王”，被誉为中国影视作品七大反派之一。又以在《一起来看流星雨》、《夏家三千金》、《还珠格格3》等电视剧中饰演偶像的父亲而被称为“偶像之父”。

## 影视作品

### 電視劇
- 1987年《古城情恨》飾演郭繼勝
- 1993年《豫東之戰》飾演郭繼勝
- 1995年《賀蘭雪/西夏王朝》飾演都羅青狗
- 1996年《漢武帝》飾演公孫敖
- 1997年《小女人》飾演綁票者
- 1998年《馬永貞》飾演梅應春
- 1998年《鏡花緣傳奇》飾演駱賓王
- 1998年《保鏢之天之嬌女》飾演趙光遠
- 2000年《武林外史》飾演快活王
- 2001年《呂布與貂蟬》飾演馬元義
- 2001年《食王傳奇》
- 2002年《南少林》
- 2002年《生命無罪》
- 2002年《七品欽差劉羅鍋》飾演國泰
- 2002年《高老頭奇遇記》飾演簡寧
- 2004年《傻王闖天下》飾演林本熙
- 2004年《千古風流一壇醋》飾演程咬金
- 2004年《中華英雄》飾演羅漢
- 2004年《皇后進宮》飾演國師
- 2004年《貪官背後的女人/紅罌粟》飾演李衛國
- 2005年《神鬼八陣圖》飾演千魁
- 2006年《盲俠金魚飛天豬》飾演白無常
- 2006年《小城往事》飾演沈虎
- 2007年《A計劃》飾演古豹
- 2008年《牌坊下的女人》飾演佟守成
- 2008年《父親的戰爭》飾演蔣光心
- 2008年《少林僧兵》飾演汪直
- 2008年《地下地上》飾演馬天成
- 2009年《虎山行》飾演仇大虎
- 2009年《一起來看流星雨》飾演慕容中石
- 2009年《天地傳奇》飾演敖廣
- 2009年《黑玫瑰》飾演高占奎
- 2010年《一起又看流星雨》飾演慕容中石
- 2010年《新水滸傳》飾演盧俊義
- 2011年《夏家三千金》飾演嚴民中
- 2011年《新還珠格格》飾演蒙古王齊克爾
- 2011年《後宮》飾演五皇叔
- 2011年《愛情睡醒了》飾演沐父
- 2012年《自古英雄出少年》飾演紫麟上人
- 2012年《我家有喜》飾演康正生
- 2013年《笑傲江湖》飾演黃鍾公
- 2013年《隋唐演義》飾演羅藝
- 2013年《真愛惹麻煩》飾演曉寒父
- 2013年《天龍八部》飾演耶律洪基
- 2014年《美人製造》飾演張柬之
- 2014年《洪流》飾演何彪
- 2014年《戰地獅吼》飾演 張政委
- 2015年《生死黎平》飾演 趙覺仙
- 2015年《金玉瑶》飾演楊局長
- 2015年《幸福的方向》飾演管老虎
- 2015年《花火》飾演 凌永雄
- 2015年《班淑傳奇》飾演寇父
- 2015年《半為蒼生半美人》飾演 曹操
- 2017年《神探狄仁杰之情花金人案》飾演弘毅
- 2018年《古董局中局》(網絡劇)饰演 郑国渠
- 2019年《最美的安排》饰演 王金山
- 2020年《忘记你，记得爱情》饰演 单耀龙
- 2021年《我就是这般女子》(網絡劇)饰演 班淮
- 2021年《荣耀乒乓》饰演 滕彪
- 2021年《别想打扰我学习》饰演 刘父
- 2021年《啊摇篮》饰演 刘伯承
- 2021年《理想照耀中国》饰演 法官
- 2021年《飞鸟集》饰演 二股東
- 2021年《不能恋爱的秘密》(網絡劇)饰演 郑义
- 2021年《玉楼春》饰演 南安郡王
- 2021年《人海之中遇见你》(網絡劇)饰演 李达民
- 2021年《问天》饰演 耿军
- 2022年《你好，神枪手》飾 杜維明
- 2022年《良辰好景知几何》飾 程凌
- 2022年《沉香如屑》飾 东海龙王(客串)
- 2022年《我的超能力没有存在感》(網絡短劇)飾
- 2022年《爱的二八定律》飾 龐定方
- 2022年《悬崖下的妻子》(網絡短劇)飾
- 2023年《春日暖阳》飾 詹佐迪
- 2023年《花琉璃轶闻》(網絡劇)飾 花應庭
- 2023年《不完美受害人》(網絡劇)飾 梁董
- 待播《半城花雨伴君离》(網絡劇)
- 待播《孤鹰》